# 발터 길러

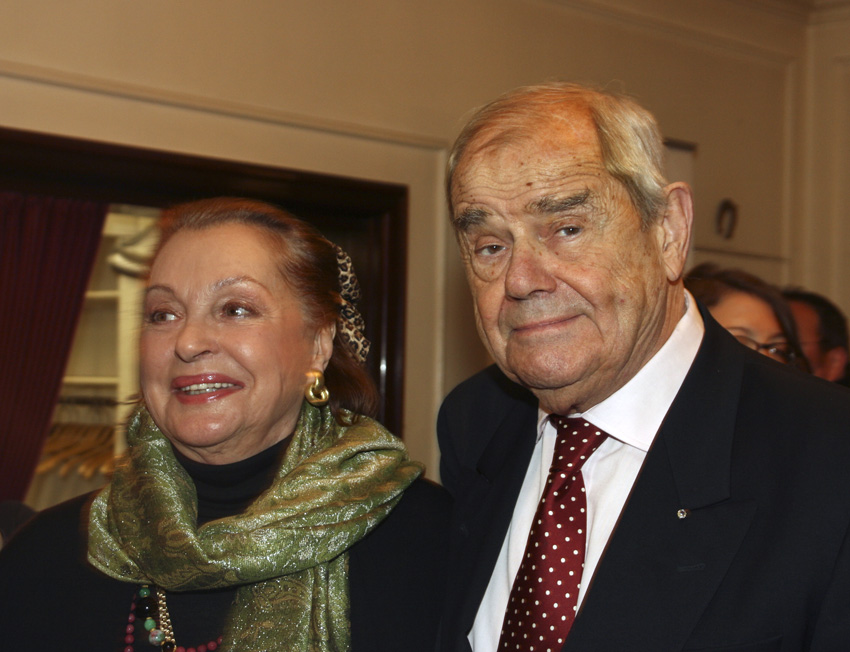
배우자 나디야와 함께한 길러(2009년)

발터 길러(독일어: Walter Giller, 1927년 8월 23일~2011년 12월 15일)는 독일의 배우이다.

## 출연 작품

### 영화
- 킬러 카니발 (1966년)
- 암흑가의 태양 (1966년)
- 비엔나 스파이 추적 (1965년)
- 부부의 침대 (1963년)
- 바그다드의 도둑 (1952년)